# 大久保真美
大久保 真美（おおくぼ まみ、1994年4月27日 - ）は、日本の子役。

## 略歴・人物
テレビ東京で放送された朝の人気番組、『おはスタ』の第1部で、ネイチャーの賢師を担当していた。
また、フジテレビで放送された『奇跡体験!アンビリバボー』や『こたえてちょーだい!』などの再現ドラマに出演したこともあった。

## 出演

### レギュラー
- おはスタ（2005年4月 - 2006年3月、テレビ東京）

### 再現VTR
- 奇跡体験!アンビリバボー（フジテレビ）
- こたえてちょーだい!（フジテレビ）

### CM
- 任天堂「Wii」

### スチール
- イトーヨーカ堂